# 테스켈로사우루스
테스켈로사우루스(Thescelosaurus)는 중생대 백악기후기(6,600만년 전), 오늘날 북아메리카 대륙에 서식한 4족보행(때로는 2족보행)의 초식공룡이다. 학명은 그리스어 "θεσκελο-/thescelo"(영어:godlike, marvelous, wondrous)와 "σαυρος/saurus"(영어:lizard)가 합쳐져 만들어진 것으로, '훌륭한 도마뱀, 기이한 도마뱀'이라는 뜻을 갖고 있다. 화석은 캐나다의 앨버타주, 미국의 몬태나주에서 발견되었다. 전체 몸 길이는 약3m~4m, 체중은 300kg정도 되었을 것으로 추정된다. 머리가 작고, 아래턱 앞부분에 이빨이 있다. 앞다리는 짧고, 발가락이 5개 있다. 뒷다리는 대퇴부 부위가 길다. 꼬리도 단단하고 긴 편이다. 2심방2심실의 심장이 화석에서 발견된 예도 있다. 심장같은 부위는 잘 발견되지 않는다.